# Gmina Salme
Gmina Salme (est. Salme vald) − gmina wiejska w Estonii, w prowincji Saare; leży u nasady półwyspu Sõrve.
W skład gminy wchodzi:
- 1 okręg miejski: Salme
- 24 wsie: Anseküla, Easte, Hindu, Imara, Järve, Kaimri, Kaugatoma, Lahetaguse, Lassi, Lõmala, Lõu, Länga, Läätsa, Metsalõuka, Mõisaküla, Möldri, Rahuste, Suurna, Tehumardi, Tiirimetsa, Toomalõuka, Ula, Vintri, Üüdibe